# Andor Éva (műsorvezető)
Andor Éva (született Magyar) (Debrecen, 1974. május 11. –) magyar televíziós műsorvezető.

## Életrajz
Magyar Évaként született, később apai nagyapja keresztnevét vette fel. Szülei korán elváltak, édesanyja egyedül nevelte. A budaörsi Illyés Gyula Gimnáziumban tanult, majd az ELTE-BTK magyar szakán és a Színház- és Filmművészeti Egyetem műsorvezető-rendező szakán szerzett diplomát. 2002 októbere és 2003 augusztusa között a TV2 Jó estét, Magyarország című műsorának, majd a Tényeknek volt a riportere, majd 2008 decemberétől 2015 májusáig, majd 2016 márciusától ismét a Tények műsorvezetője.
2018-ban és 2022-ben több TV2-s kollégájával egyetemben az országgyűlési választások előtt az Orbán Viktorra való szavazásra buzdított. 2018-ban a Nemzeti Választási Bizottság emiatt a TV2-t 3,45 millió forintra bírságolta, mivel a csatorna ezzel egyértelműen megsértette a médiatörvényt, az ugyanis kimondja, hogy a hírműsorban műsorvezetőként, hírolvasóként, tudósítóként rendszeresen közreműködő munkatárs politikai hírhez nem fűzhet véleményt, értékelő magyarázatot.